# Klasztor Franciszkanów w Saint-Nizier-sous-Charlieu
Klasztor Franciszkanów w Saint-Nizier-sous-Charlieu – wzniesiony w XIV wieku. Od 1910 roku posiada status monument historique, w kategorii classé MH (zabytek o znaczeniu krajowym).

## Lokalizacja
Klasztor jest zlokalizowany na terenie miejscowości Saint-Nizier-sous-Charlieu, przy 99 Chemin des Cordeliers, w departamencie Loara, w regionie Auvergne-Rhône-Alpes.

## Opis i historia
Około 1255 roku papież Aleksander IV upoważnił franciszkanów do utworzenia w mieście klasztoru. Krużganek i graniczący z nim od wschodu stary budynek powstały być może już po utworzeniu kapituły w 1306 roku. 
W styczniu 1362, podczas wojny stuletniej miasto i klasztor zostały zaatakowane przez oddziały „Tard-Venus”. Miasto się obroniło, lecz klasztor został zniszczony. Klasztor odbudowany został w latach 1370–1390, trzy-czwarte kosztów poniosła rodzina Châteaumorand, pochodząca z Saint-Martin-d'Estréaux. Pod koniec XVI wieku podczas wojen religijnych, pozostający na uboczu miasta i poza obwarowaniami klasztor został opuszczony przez zakonników. Po zakończeniu wojen zgromadzenie znów zajęło budynki.
W 1791 roku zgodnie z postanowieniami francuskiego Zgromadzenia Ustawodawczego o sekularyzacji zakonów dokonano sprzedaży gruntu i budynków. W kościele w celu stworzenia stodoły zdjęto się lektorium. Kaplice południowe kościoła i pozostałe części klasztoru zostały przekształcone na domy mieszkalne.
W 1910 roku właściciel Ferdinand Dolliat sprzedał teren klasztoru Jacques’owi Seligmannowi, wpływowemu paryskiemu handlarzowi antykami. Materiały szybko sprzedano bogatym Amerykanom, którzy chcieli ozdobić swoje korty tenisowe w Kalifornii. Kiedy w prasie wybuchł skandal, dwie empory klasztoru były już rozebrane i umieszczone w skrzyniach. Interwencja Towarzystwa Przyjaciół Sztuki Charlieu (założonego w 1908 r.), osobistości regionalnych i wpływowych polityków uratowała klasztor. 19 listopada 1910 roku Ministerstwo Sztuk Pięknych automatycznie wpisało go do rejestru zabytków, po czym ogłoszono wywłaszczenie. Klasztor odbudowano przed I wojną światową.
W czasie przebudowy kościoła w połowie XV wieku zlikwidowano emporę północną, emporę zachodnią i południową w XVII wieku. Empora południowa została zastąpiona manécanterie, czyli kościelnej szkole śpiewu.
W połowie XVI wieku dziedziniec przeznaczono na cmentarz.
W latach 1770-1771 kapituła przebudowała szkołę śpiewu i wybudowała sklepioną piwnicę pod dziedzińcem, aby przenieść tam cmentarz, prace prowadzono pod kierunkiem architekta Degérando. Rekonstrukcje z XIX wieku zatarły wszelkie ślady tego zespołu, być może z wyjątkiem podziemnego cmentarza.
Kościół klasztoru zbudowany jest wzdłuż empory południowej krużganka i zorientowany w kierunku wschód-zachód. Jego surowość i wielkość odzwierciedlają ducha prostoty franciszkanów. Kościół gościł braci i świeckich w dwóch przestrzeniach dawniej oddzielonych lektorium (którego już nie ma). XVIII wieczne ramy były dawniej ukryte pod panelowym sufitem. Zachował się drewniany fragment schodów wiodących z krużganka na poddasze. Kościół posiada dwie boczne kaplice od południa.
Malowidła ścienne z XV w .odnawiano od 1989 r. Malowidło prymitywne z XIV wieku przedstawia dekorację roślinną w oprawie imitującej kamienną ścianę, w XV i XVI w. dodano motywy figuratywne .

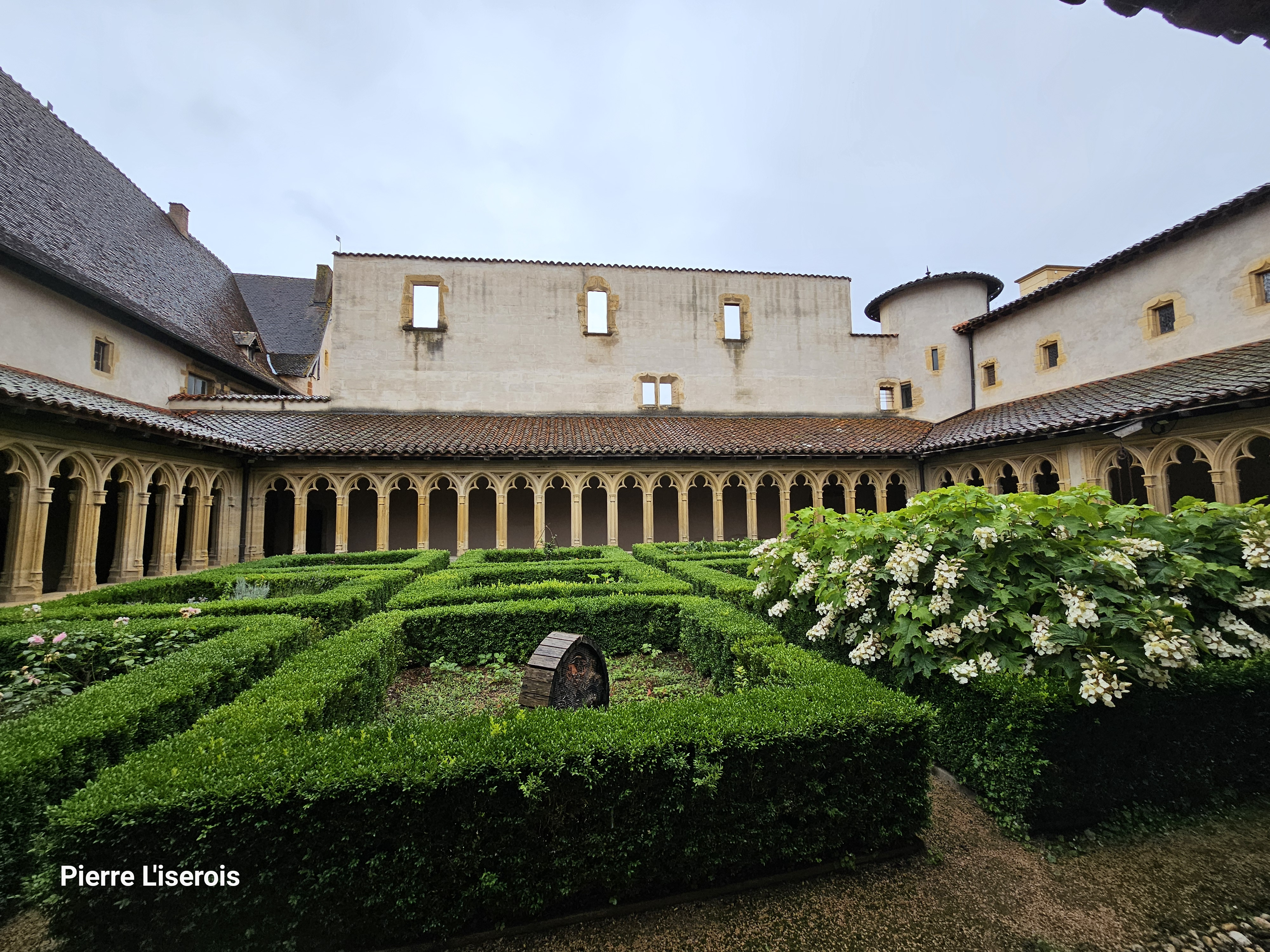
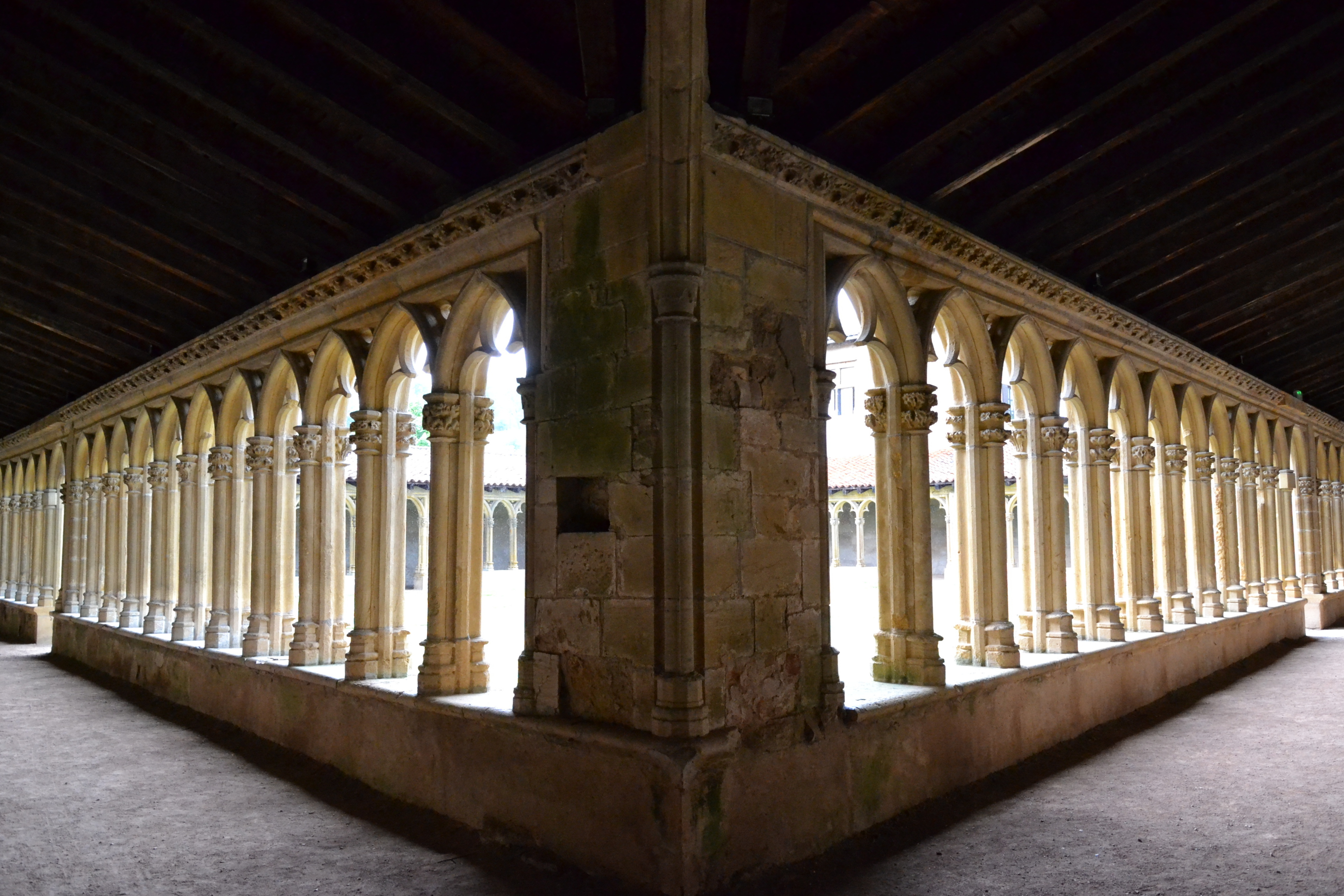
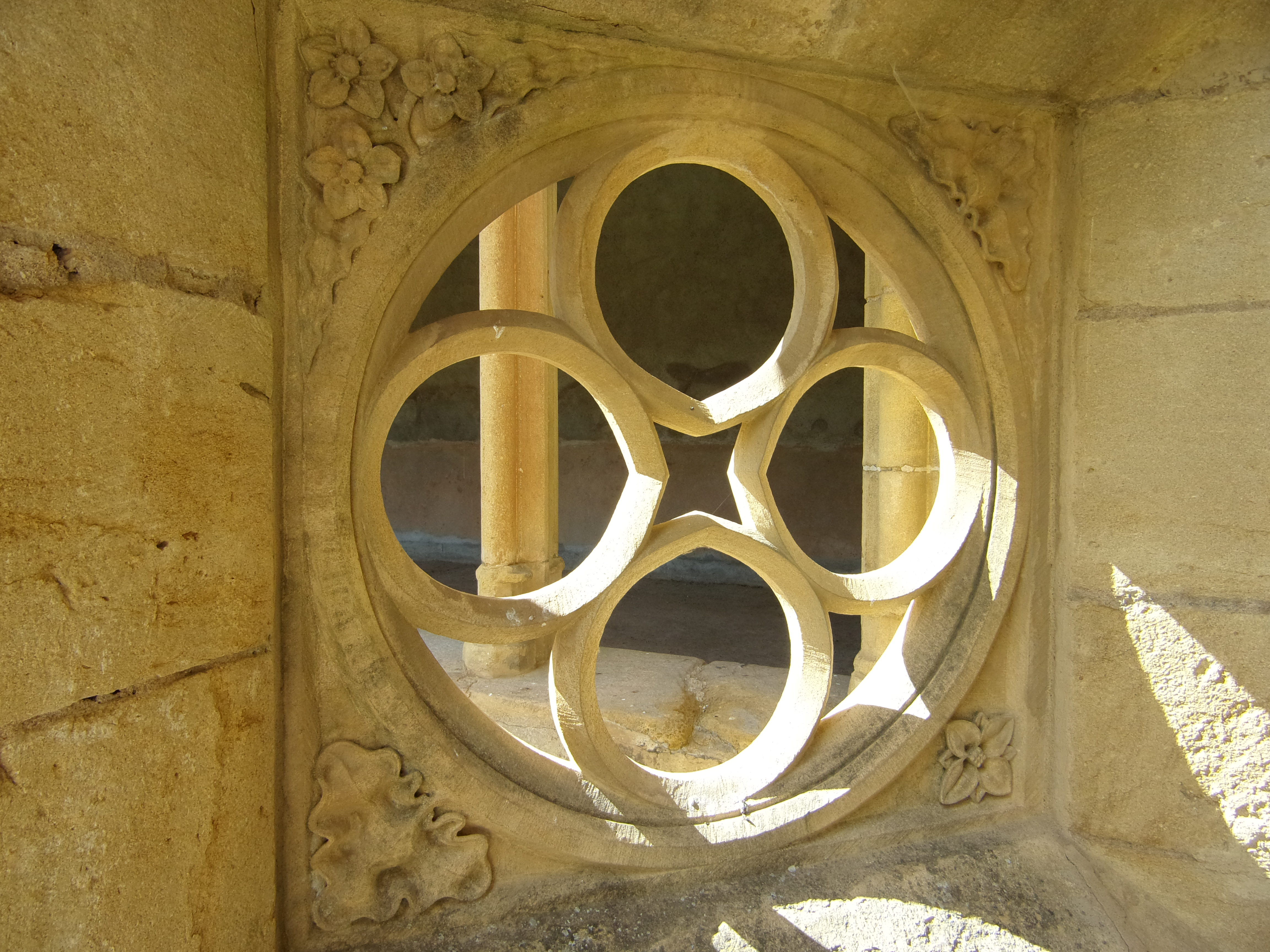
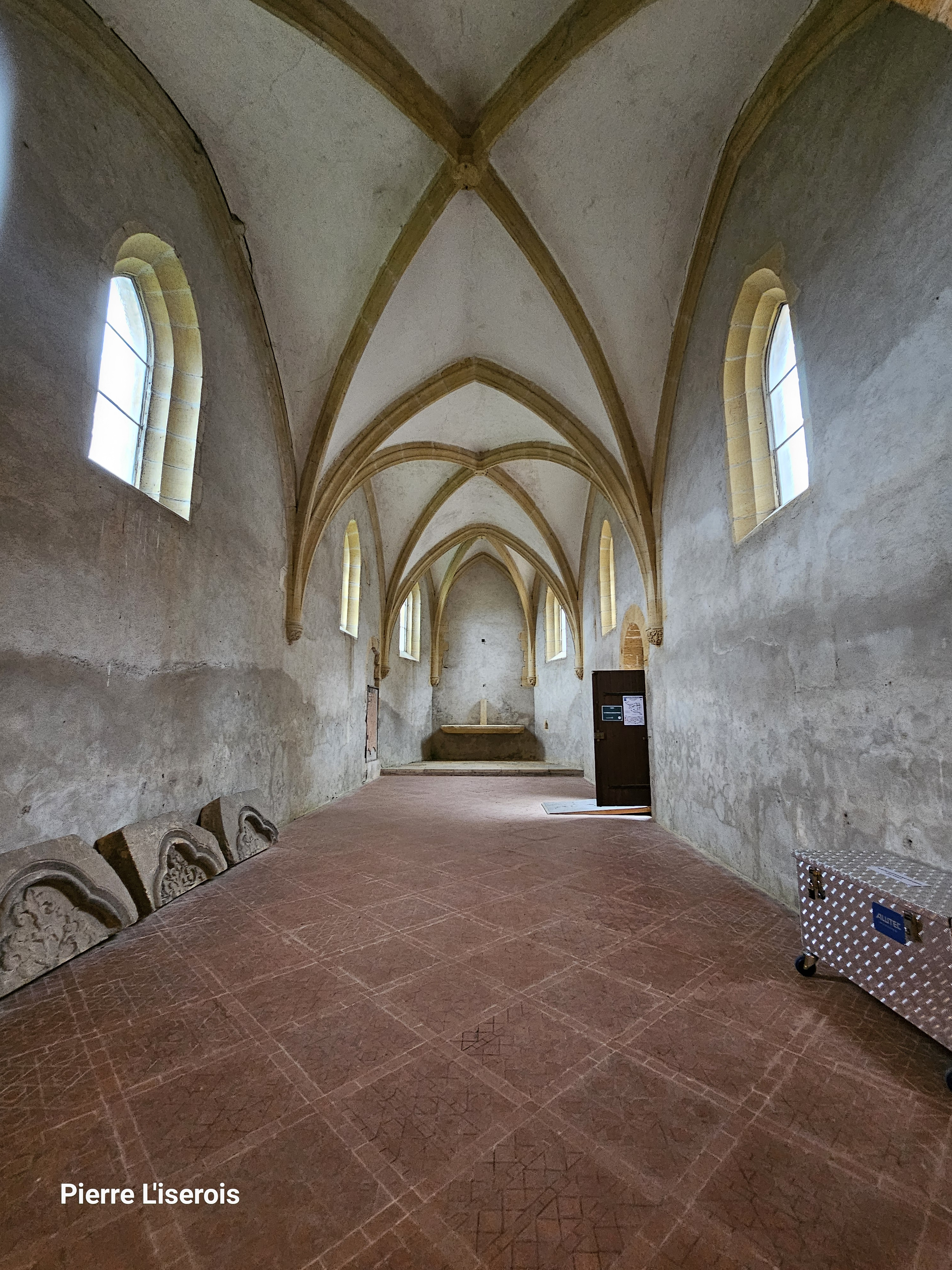
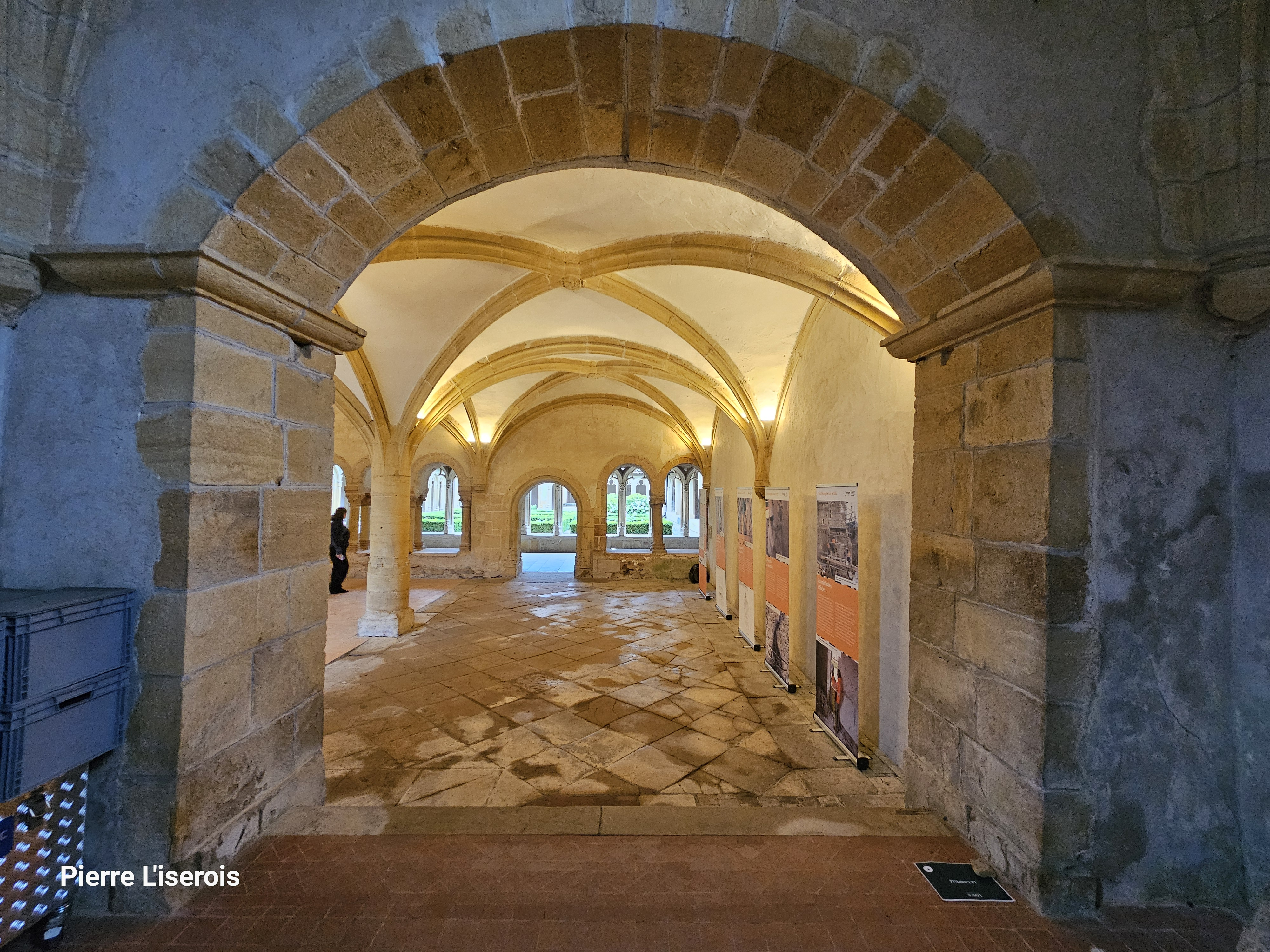